# ククミシン
ククミシン(Cucumisin、EC 3.4.21.25)は、幅広い特異性を持つタンパク質を加水分解する酵素である。この酵素は、プリンスメロンの果肉から単離された、植物では初のセリン型のプロテアーゼである。